# Metodo storico (filologia)
Il metodo storico è la corrente di critica letteraria italiana della seconda metà dell'Ottocento che, influenzata dal Positivismo e dalla storiografia tedesca e in contrapposizione con la tendenza desanctisiana, impresse allo studio della letteratura italiana un'attenzione prevalente agli aspetti storici e testuali, rispetto a quelli estetici. Il Giornale storico della letteratura italiana fu considerato all'epoca quasi un "organo" della corrente. Esponenti di rilievo della corrente furono, tra gli altri, Alessandro D'Ancona, Francesco Novati, Pio Rajna, Rodolfo Renier. Contro il "metodo storico" come fondamento della critica letteraria si espresse Benedetto Croce, già in Francesco de Sanctis e i suoi critici recenti (memoria letta all'Accademia Pontaniana nella tornata del 3 aprile 1898), poi, in modo filosoficamente più articolato, nella celebre Estetica come scienza dell'espressione e linguistica generale del 1902.